# Герман Занстра
Герман Занстра (нід. Herman Zanstra; 3 листопада 1894 — 2 жовтня 1972) — голландський астроном. Упродовж 1929—1938 років працював в Амстердамському універстеті, в 1941—1946 роках викладав фізику в коледжі у Дурбані (Південна Африка), упродовж 1946—1959 років — професор Амстердамського універстету, директор Астрономічного інституту цього університету.
Основні наукові праці присвячені теорії свічення газових туманностей. У 1926 році показав, що їхній лінійчатий емісійний спектр водню виникає в результаті фотоіонізації атомів випромінюванням гарячої зірки і подальшої рекомбінації. Розробив теорію цього процесу і створив метод визначення температури збуджуючої зірки (занстрівска температура). Це дало змогу вперше встановити шкалу температур найгарячіших зірок. Занстра досліджував вплив тиску в лінії Lα в динаміці туманностей. У 1940-і роки виконав низку важливих досліджень з теорії утворення спектральних ліній з урахуванням перерозподілу за частотами при розсіюванні. У 1949 році застосував цю теорію до розрахунку поля Lα-випромінювання в туманностях. Використав теорію резонансного випромінювання для пояснення спектрів комет. У 1950 році запропонував новий метод визначення температури сонячної хромосфери за величиною бальмерівського стрибка. Ряд робіт присвячений дослідженню зірок типу Вольфа-Рає, наднових як джерел космічних променів, а також вивчення розсіювання світла в земній атмосфері й в оптичних інструментах.
Золота медаль Лондонського королівського астрономічного товариства (1961).
На честь ученого названо кратер Занстра на Місяці та астероїд 2945 Занстра.